# Samuel Crompton
Samuel Crompton, född 3 december 1753 i Bolton, död där 26 juni 1827, var en brittisk uppfinnare.
Crompton är främst känd för att 1774 ha uppfunnit en förbättrad spinnmaskin, Mule Jenny, som förenade sträckcylinderparen på Richard Arkwrights vattenspinnmaskin med spindelvagnen på James Hargreaves jennymaskin. För denna uppfinning tillerkände brittiska parlamentet honom en belöning på 5000 pund sterling.